# 萬里機構
萬里機構出版有限公司（英語：Wan Li Book Co., Ltd.），統稱萬里機構，是香港一家最大型中文出版商，現為聯合出版集團之成員。萬里機構前身為萬里書店，成立於1959年，創辦人兼首任董事總經理為陳琪先生， 後由書店轉型為出版商，主要出版科技實用類型的繁體中文書籍，並在香港首創出版「有聲叢書」。陳琪先生於1983年7月離任，並於2013年2月在澳洲離世。

## 相關出版社
萬里機構出版有限公司除了以「萬里機構」的名字出版書籍外，還使用了以下的名字為圖書出版。
- 明華出版公司
- 得利書局（主要為醫學類書籍）
- 飲食天地出版社（部分飲食書籍）

## 相關
- 《會說話的香港地圖》：在未经授权情况下使用了维基媒体计划的图片，是香港首本涉嫌嚴重侵犯網上圖片版權的商業發行書籍